# Toyota K-Serie

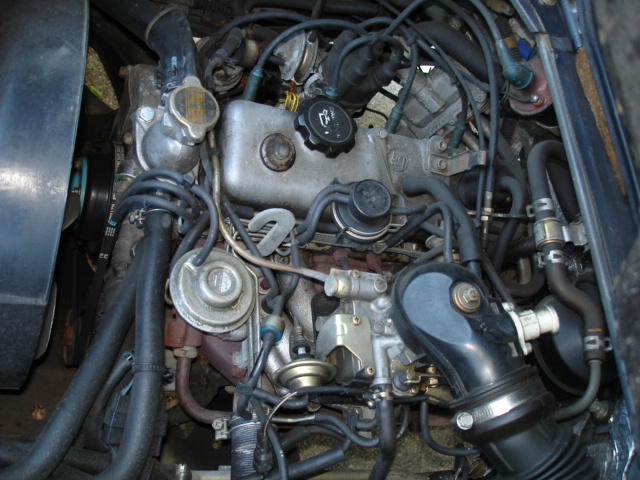
5K-C Motor aus einem MY Toyota LiteAce KM30 (1991)

Die Toyota K Serie war eine Motorenfamilie von Ottomotoren, die in unterschiedlichen Entwicklungsstufen von 1966 bis 1998 produziert wurde.
Es waren 4-Zylinder 8-Ventil OHV-Motoren mit untenliegender Nockenwelle und Stoßstangen. Alle K-Motoren hatten Einlass und Auslass auf der gleichen Seite. Der Motorblock bestand aus Grauguss und der Zylinderkopf aus Leichtmetall. Die Kurbelwelle hatte 5 Hauptlager.

## K
Der OHV 1.1 L (1077 cm3) K wurde 1966 bis 1969 hergestellt, die Version K-B mit Doppelvergaser 1968 bis 1969. Der Motor wurde im Toyota Corolla KE1x eingebaut.

## 2K
Der OHV 1.0 L (993 cm3) 2K wurde von 1969 bis 1988 produziert. Seine Leistung war 34 kW bei 5600/min, maximales Drehmoment 66 Nm bei 4000/min. Der 2K wurde sowohl im Toyota Publica als auch im  Toyota Starlet KP 60 eingesetzt.

## 3K
Der OHV 1.2 L (1166 cm3) 3K wurde von 1969 bis 1977 gebaut. Die Bohrung betrug 75 mm, der Hub 66 mm. 1969 gab es eine Version mit 2 Vergasern (3K-B). Es wurde weitere Versionen wie der 3K-C und der 3K-H gebaut. Der Motor wurde in den Modellen Toyota Corolla, Toyota Starlet KP62, Daihatsu Charmant und Toyota Kijang.

## 4K
Der 1.3 L (1290 cm3) 4K wurde von 1978 bis 1989 produziert. Die Bohrung betrug 75 mm und der Hub 73 mm. Die Version bis 1982 leistete 45 kW, ab 1982 48 kW. Der 4K fand seinen Einsatz in den Toyota Fahrzeugen Corolla, Starlet KP61, LiteAce und Kijang sowie im Daihatsu Charmant.

## 5K
Der 1.5 L (1496 cm3) 5K wurde 1983 bis 1991 hergestellt. Die Leistung der Version 5K-C (1485 cm3, Bohrung 80,5 mm, Hub 73 mm, Registervergaser mit Handchoke) betrug 48 kW bei 4800/min, das Drehmoment 113 Nm bei 3200/min. Die Modelle Toyota Corolla KE74 (Japan-Version, Station Wagon), Toyota Hi-Ace KR Van, Toyota Lite Ace KM30 Bus und KM36 Van und Toyota Kijang wurden mit einem 5K ausgestattet.

## 7K
Der 1.8 L (1812 cm3) 7K wurde 1983 produziert. Die Bohrung betrug 80,5 mm und der Hub 87,5 mm. Der Motor wurde im Toyota LiteAce KM20 und im Toyota Kijang eingebaut.